# TEDDM1
TEDDM1 (англ. Transmembrane epididymal protein 1) – білок, який кодується однойменним геном, розташованим у людей на 1-й хромосомі. Довжина поліпептидного ланцюга білка становить 273 амінокислот, а молекулярна маса — 31 315.
| 10         |  | 20         |  | 30         |  | 40         |  | 50         |
| ---------- |  | ---------- |  | ---------- |  | ---------- |  | ---------- |
| MILKGCLLYP |  | LCSPRNKQRC |  | ARLWKIAYGG |  | LLKIVTGSLL |  | TFYVVLCLDG |
| GMVLMRKQVP |  | SRFMYPKEWQ |  | HLTMFILLTL |  | NGCVDFMSKN |  | VLPQRCVGLE |
| KGTLVLIIYE |  | LLLLMVSHVK |  | DSEGVELHVY |  | SLLILVVFLL |  | LLVLTAELWA |
| PNMCHLQLME |  | TFLILMMGSW |  | LMQAGFILYR |  | PVSGYPWQDD |  | DISDIMFVTT |
| FFCWHVMINA |  | SFLLGIYGFS |  | SFWYHCFRPS |  | LKLTGPKEAP |  | YYASTPGPLY |
| KLLQEVEQSE |  | KEDQALLLPK |  | SSP        |  |            |  |            |

A: Аланін

C: Цистеїн

D: Аспарагінова кислота

E: Глутамінова кислота

F: Фенілаланін

G: Гліцин

H: Гістидин

I: Ізолейцин

K: Лізин

L: Лейцин

M: Метіонін

N: Аспарагін

P: Пролін

Q: Глутамін

R: Аргінін

S: Серин

T: Треонін

V: Валін

W: Триптофан

Локалізований у мембрані.